# Dendrolagus inustus
Espèce
Statut de conservation UICN

 VU A4cd : Vulnérable
Statut CITES
Répartition géographique
Le Dendrolague gris ou dendrolague grisonnant (Dendrolagus inustus) est un kangourou arboricole originaire de Papouasie-Nouvelle-Guinée et d'Indonésie.

## Liste des sous-espèces
Selon MSW :
- Dendrolagus inustus inustus Müller, 1840
- Dendrolagus inustus finschi Matschie, 1916